# Living Dead Girl
Living Dead Girl è un singolo del cantante e regista statunitense Rob Zombie, pubblicato nel 1999 ed estratto dall'album Hellbilly Deluxe.

## Riferimenti
- La frase all'inizio della canzone "Who is this irresistible creature who has an insatiable love for the dead?" è tratta dal trailer del film Lady Frankenstein.
- La musica all'inizio della canzone è tratta dal trailer del film L'ultima casa a sinistra.
- I versi "What are you thinking about?/The same thing you are" sono tratti dal film La vestale di Satana.
- Nel momento in cui Zombie canta "Goldfoot's machine creates another fiend so beautiful they make you kill" fa riferimento al cattivo interpretato da Vincent Price nei film Dr. Goldfoot e il nostro agente 00¼ e Le spie vengono dal semifreddo.
- Quando invece canta "Operation Filth they love to love the wealth of an SS whore making scary sounds" si tratta probabilmente di un riferimento al film Ilsa la belva delle SS.

## Video
Per il videoclip della canzone è ispirato al film del 1920 Il gabinetto del dottor Caligari, con Rob Zombie nel ruolo di The Doctor e Sheri Moon nel ruolo della donna sonnambula. Il video è stato diretto da Joseph Kahn e Rob Zombie.

## In altri dischi e in altri media
- Il brano è udibile nella compilation di Rob Zombie Past, Present & Future.
- Una versione remix è inclusa nell'album American Made Music to Strip By.
- Il mix originale appare nel film La sposa di Chucky e nel film-remake Psycho di Gus Van Sant.